# McDonnell 119
O McDonnell 119/220 foi um jato executivo produzido pela McDonnell Aircraft Corporation nos anos 50. Tinha capacidade para 10 passageiros e uma configuração peculiar para jatos da sua classe, que são seus quatro motores instalados sob suas asas.

## Modelos similares
- Lockheed JetStar
- North American Sabreliner